# 利普斯基环形山
利普斯基环形山（Lipskiy）是月球背面赤道上的一座大型撞击坑，其名称取自苏联天文学家尤里·瑙莫维奇·利普斯基（Yuriy Naumovych Lipskiy，1909年-1978年），1979年被国际天文联合会正式批准接受。

## 描述
该陨坑西北紧邻科里奥利环形山、西北偏西分别是瓦利尔环形山和蒂塞利乌斯环形山；斯坦因陨石坑位于它的北面；东北坐落着克拉索夫斯基环形山；在它的东南和南面分别横亘着伊卡洛斯环形山和代达罗斯环形山。陨坑中心月面坐标为2°09′S 179°23′W / 2.15°S 179.38°W，直径91.2公里，深度2.8公里。利普斯基环形山是月球上最接近地球天顶点的对跖点，为距地球最远的已命名月球陨石坑。
利普斯基环形山呈多边形状，因存续时间悠久，而被后续的撞击严重侵蚀和损毁，仅剩下一处无法辨认的撞击结构。陨坑坡壁平缓，环四周布满众多大小不一的撞击坑，几乎与周边地貌混为一体。卫星坑代达罗斯 C紧挨它的东南偏南壁、西北侧边缘横跨着利普斯基 V，而利普斯基 S则坐落在坑内中心点偏西处，利普斯基环形山内部几乎完全被大陨石坑的残迹所占据。

## 卫星陨石坑

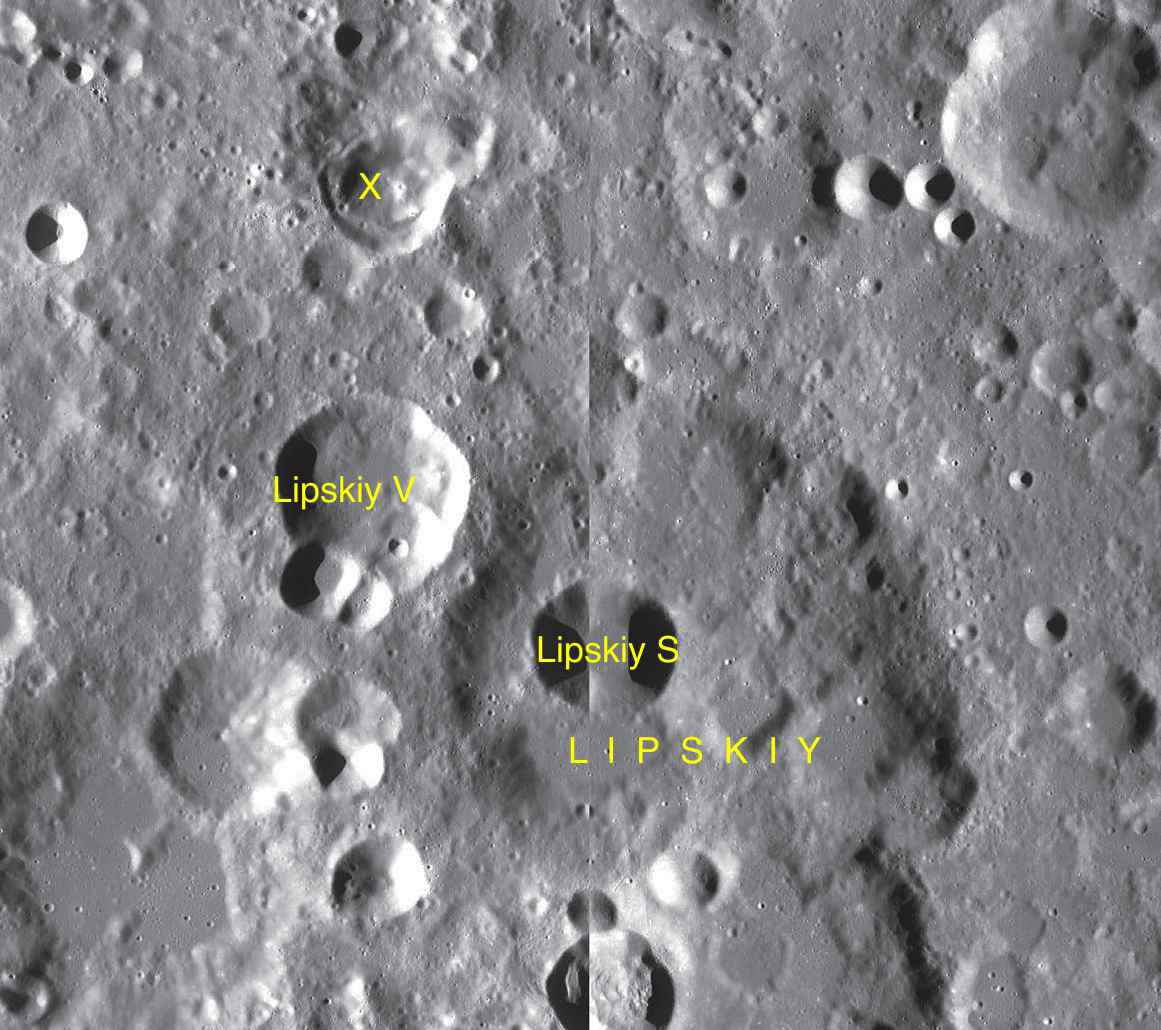
LAC-68 与 LAC-86 拼接图

按惯例，最靠近利普斯基环形山的卫星坑在月图上以字母标注在该坑中心点的旁边。
| 利普斯基 | 纬度   | 经度     | 直径    |
| -------- | ------ | -------- | ------- |
| S        | 2.2° S | 179.9° W | 23 公里 |
| V        | 1.2° S | 178.7° E | 36 公里 |
| X        | 0.4° N | 178.9° E | 24 公里 |

- 卫星坑利普斯基 V约形成于早雨海世[3]。